# 1. Cellokonzert (Dvořák)
Das Cellokonzert A-Dur, B. 10, von Antonín Dvořák ist das erste von zwei Cellokonzerten des Komponisten, welches 1865 entstand.

## Hintergrund
Es steht so sehr im Schatten des Cellokonzerts h-Moll op. 104, dass es trotz des Entstehungsjahrs als das zweite Cellokonzert bezeichnet wird. Zum einen liegt es daran, dass dieses Werk lediglich in der Fassung für Cello und Klavier, also unorchestriert, vorliegt, und zum anderen daran, dass bei einer Dauer von ca. 55 Minuten der erste Satz 25 Minuten und der dritte Satz 21 Minuten dauert. Dieses Konzert wurde dem Cellisten Ludevít Peer gewidmet.
Günter Raphael entdeckte dieses Stück 1925 und orchestrierte und veröffentlichte es Jahre später. Gut 50 Jahre später, in den 1970er Jahren, orchestrierte und veröffentlichte Jarmil Burghauser es erneut mit leichten Veränderungen.

## Satzstruktur
- 1. Satz: Andante — Allegro assai
- 2. Satz: Andante cantabile
- 3. Satz: Rondo. Allegro risoluto

## 1. Satz
Der erste Satz beginnt mit einer Andante-Einleitung und in , wo lediglich das Klavier „solistisch“ wirkt; zwischen den Takten 16 und 134 verwendet der Komponist Antonín Dvořák ein . Ebenfalls ab Takt 15 beginnt das Tempo Allegro assai. Zwei Takte später (Takt 137) setzt das Cello ein. Unter anderem ab Takt 275 sieht man das Seitenthema, welches thematische eine Querverbindung zu seinem Streichquartett op. 2 aufweist. Takt 427 weist eine viertaktige Cello-Kadenz auf, woraufhin das Klavier erneut 22 Takte alleine spielt. Anschließend steht der Satz für acht Takte in F-Dur. In Takt 547 wird das Seitenthema klarer formuliert. In Takt 686 beginnt die Coda, welche zwar in Takt 703 endet, jedoch als direkte Überleitung in den zweiten Satz dient.

## 2. Satz
Der zweite Satz steht im Andante cantabile, im 3/4-Takt und in F-Dur; die Länge beträgt 124 Takte. Auch dieser Satz weist die Form einer Sonatenhauptsatzform auf. Zwischen den Takten 38 und 80 befindet sich der Mittelteil, ein viertaktiges Solo des Cellos ist ab Takt 114 zu finden. Der letzte Takt dient wie im Satz zuvor als Überleitung.

## 3. Satz
Der Finalsatz ist ein 729 Takte langes Rondo, welches im 6/8-Takt, im Allegro risoluto und in der Tonika A-Dur steht. Auch hier beginnt das Klavier allein, und zwar 72 Takte lang. Zwischen Takt 257 und 390 steht dieser Teil in d-Moll. In Takt 628, wo der Komponist ein  im Allegro vivace verwendet, spielt der Pianist erneut alleine; erst in Takt 654 setzt das Cello ein. An dieser Stelle zitiert er das Thema des ersten Satzes. In Takt 664 geht er für vier Takte auf die Ursprungstaktart zurück, ehe er in Takt 670 auf das  für 13 Takte zurückgreift (Takt 671–683).